# Душа несчастливой истории
«Душа несчастливой истории» (англ. The Heart of a Broken Story) — рассказ американского писателя Джерома Дэвида Сэлинджера, впервые опубликованный в сентябре 1941 года в еженедельнике Esquire.  Этот рассказ стал одним из первых коммерчески успешных произведений Сэлинджера и привлёк внимание к молодому автору.

## Сюжет
Рассказ состоит из двух частей. В первой части автор представляет читателю главного персонажа произведения по имени Джастин Хоргеншлаг, который работает помощником печатника в Нью-Йорке. Однажды, рано утром Джастин увидел в автобусе молодую женщину по имени Ширли Лестер (сам персонаж не знает её имени) и тут же в неё влюбился. Далее следует вторая часть рассказа, в которой сам автор рассуждает на тему: как парень может встретить свою девушку, при этом мысленно пытаясь соединить Хоргеншлага и Ширли. Таким образом, главные герои являются в прямом смысле персонажами ещё не написанного рассказа безымянного автора, который в течение всего произведения пытается свести Джастина с Ширли при помощи различных жизненных ситуаций, но все они невоплотимы в реальности. В конце рассказа автор делает вывод, что такие люди как Хоргеншлаг и Лестер не могут быть вместе, и пишет реальную концовку, в которой у Джастина случились отношения с женщиной по имени Дорис Хиллман, «которая уже начинала бояться, что останется без мужа».